# راؤول موريرا
راؤول موريرا (2 مارس 1934 بالبرتغال - 15 فبراير 2007) هو لاعب كرة قدم برتغالي في مركز الدفاع. شارك مع منتخب البرتغال لكرة القدم. أما مع النوادي، فقد لعب مع نادي بيلينينسش.

## وصلات خارجية
- راؤول موريرا على موقع قاعدة بيانات كرة القدم.إي يو (الإنجليزية)
- راؤول موريرا على موقع عالم كرة القدم.نت (الإنجليزية)